# Фудбалска репрезентација Суринама
Фудбалска репрезентација Суринама (хол. Surinaams voetbalelftal) је фудбалски тим који представља Суринам на међународним такмичењима под контролом Фудбалског савеза Суринама који се налази у оквиру Карипске фудбалске уније и Конкакафа, члан ФИФА.

## Историја
Иако се бивша холандска колонија налази у Јужној Америци, она се такмичи у Конкакафу, заједно са Гвајаном и Француском Гвајаном. Суринам је био један од оснивача Конкакафа 1961. Суринам је освојио ФСК шампионат 1978., био је другопласирани 1979. и постигао три освојена четврта места у ФСК шампионат/Куп Кариба. Суринам обесхрабрује двојно држављанство, а суринамско-холандски играчи који су узели холандски пасош-који, што је најважније, нуди легални радни статус у готово свим европским лигама-забрањени су за избор у национални тим Суринама. Многи играчи Суринама и холандски играчи суринамског порекла, попут Гералда Ваненбурга, Руда Гулита, Франка Рaјкарда, Едгара Давидса, Kларенсa Седорфа, Патрика Клајверта, Арона Винтера, Џорџиниа Вајналдума, Вирџила ван Дајка и Џимија Флојда Хаселбајнка игра за репрезентацију Холандије. Године 1999. Хамфри Мајналс, који је играо и за Суринам и за Холандију, изабран је за суринамског фудбалера века. Још један познати играч је Андре Кампервеен, који је капетанирао Суринам 1940 -их и био први Суринамац који је професионално играо у Холандији.
Суринам је од 1962. године почео да учествује у квалификационим утакмицама за Светско првенство у фудбалу, али се никада није пласирао у финале. Најјачи наступ Суринама у квалификацијама за Светско првенство била је кампања за финале 1978. године, када је репрезентација стигла до последње групне фазе.
Суринам је такође био други у КОНКАКАФу у квалификацијама за Олимпијске игре 1964., иза  Мексика и трећи у квалификацијама за Олимпијске игре 1980., иза Костарике и Сједињених Држава. САД су тада бојкотовале Олимпијске игре у Москви, а на фудбалском турниру их је заменила Куба, након што се и Суринам одлучио да бојкотује утакмице.
2008. године Суринам се пласирао у групну фазу квалификација за Светско првенство у КОНКАКАФу упркос томе што је користио само домаће играче. Победом над Гвајаном у две утакмице, Суринам је у трећем колу прошао против Хаитија, Костарике и Ел Салвадора.

## Такмичарска достигнућа

### Конкакафов златни куп
| 1963.  | Није учествовала      | Није учествовала      | Није учествовала      | Није учествовала      | Није учествовала      | Није учествовала      | Није учествовала      | Није учествовала      | Није учествовала      | Није учествовала | Није учествовала | Није учествовала | Није учествовала | Није учествовала | Није учествовала |
| 1965.  | Није учествовала      | Није учествовала      | Није учествовала      | Није учествовала      | Није учествовала      | Није учествовала      | Није учествовала      | Није учествовала      | Није учествовала      | Није учествовала | Није учествовала | Није учествовала | Није учествовала | Није учествовала | Није учествовала |
| 1967.  | Није учествовала      | Није учествовала      | Није учествовала      | Није учествовала      | Није учествовала      | Није учествовала      | Није учествовала      | Није учествовала      | Није учествовала      | Није учествовала | Није учествовала | Није учествовала | Није учествовала | Није учествовала | Није учествовала |
| 1969.  | Није учествовала      | Није учествовала      | Није учествовала      | Није учествовала      | Није учествовала      | Није учествовала      | Није учествовала      | Није учествовала      | Није учествовала      | Није учествовала | Није учествовала | Није учествовала | Није учествовала | Није учествовала | Није учествовала |
| 1971.  | Одустала              | Одустала              | Одустала              | Одустала              | Одустала              | Одустала              | Одустала              | Одустала              | Одустала              | Одустала         | Одустала         | Одустала         | Одустала         | Одустала         | Одустала         |
| 1973.  | Није се квалификовала | Није се квалификовала | Није се квалификовала | Није се квалификовала | Није се квалификовала | Није се квалификовала | Није се квалификовала | Није се квалификовала | Није се квалификовала | 4                | 2                | 1                | 1                | 11               | 4                |
| 1977   | Шесто место           | 6.                    | 5                     | 0                     | 0                     | 5                     | 6                     | 17                    | Састав                | 2                | 1                | 0                | 1                | 3                | 2                |
| 1981.  | Није се квалификовала | Није се квалификовала | Није се квалификовала | Није се квалификовала | Није се квалификовала | Није се квалификовала | Није се квалификовала | Није се квалификовала | Није се квалификовала | 4                | 2                | 1                | 1                | 5                | 3                |
| 1985.  | Групна фаза           | 9.                    | 4                     | 0                     | 1                     | 3                     | 2                     | 9                     | Састав                | 2                | 1                | 1                | 0                | 2                | 1                |
| 1989.  | Није учествовала      | Није учествовала      | Није учествовала      | Није учествовала      | Није учествовала      | Није учествовала      | Није учествовала      | Није учествовала      | Није учествовала      | Није учествовала | Није учествовала | Није учествовала | Није учествовала | Није учествовала | Није учествовала |
| 1991.  | Није се квалификовала | Није се квалификовала | Није се квалификовала | Није се квалификовала | Није се квалификовала | Није се квалификовала | Није се квалификовала | Није се квалификовала | Није се квалификовала | 2                | 1                | 1                | 0                | 2                | 1                |
| 1993.  | Одустала              | Одустала              | Одустала              | Одустала              | Одустала              | Одустала              | Одустала              | Одустала              | Одустала              | Одустала         | Одустала         | Одустала         | Одустала         | Одустала         | Одустала         |
| 1996.  | Није се квалификовала | Није се квалификовала | Није се квалификовала | Није се квалификовала | Није се квалификовала | Није се квалификовала | Није се квалификовала | Није се квалификовала | Није се квалификовала | 3                | 1                | 1                | 1                | 3                | 6                |
| 1998.  | Није учествовала      | Није учествовала      | Није учествовала      | Није учествовала      | Није учествовала      | Није учествовала      | Није учествовала      | Није учествовала      | Није учествовала      | Није учествовала | Није учествовала | Није учествовала | Није учествовала | Није учествовала | Није учествовала |
| 2000.  | Није се квалификовала | Није се квалификовала | Није се квалификовала | Није се квалификовала | Није се квалификовала | Није се квалификовала | Није се квалификовала | Није се квалификовала | Није се квалификовала | 2                | 0                | 2                | 0                | 1                | 1                |
| 2002.  | Није се квалификовала | Није се квалификовала | Није се квалификовала | Није се квалификовала | Није се квалификовала | Није се квалификовала | Није се квалификовала | Није се квалификовала | Није се квалификовала | 6                | 2                | 2                | 2                | 14               | 12               |
| 2003.  | Одустала              | Одустала              | Одустала              | Одустала              | Одустала              | Одустала              | Одустала              | Одустала              | Одустала              | Одустала         | Одустала         | Одустала         | Одустала         | Одустала         | Одустала         |
| 2005.  | Није се квалификовала | Није се квалификовала | Није се квалификовала | Није се квалификовала | Није се квалификовала | Није се квалификовала | Није се квалификовала | Није се квалификовала | Није се квалификовала | 3                | 0                | 2                | 1                | 3                | 4                |
| 2007.  | Није се квалификовала | Није се квалификовала | Није се квалификовала | Није се квалификовала | Није се квалификовала | Није се квалификовала | Није се квалификовала | Није се квалификовала | Није се квалификовала | 6                | 2                | 1                | 3                | 4                | 10               |
| 2009.  | Није се квалификовала | Није се квалификовала | Није се квалификовала | Није се квалификовала | Није се квалификовала | Није се квалификовала | Није се квалификовала | Није се квалификовала | Није се квалификовала | 5                | 2                | 1                | 2                | 6                | 6                |
| 2011.  | Није се квалификовала | Није се квалификовала | Није се квалификовала | Није се квалификовала | Није се квалификовала | Није се квалификовала | Није се квалификовала | Није се квалификовала | Није се квалификовала | 6                | 3                | 1                | 2                | 13               | 9                |
| 2013.  | Није се квалификовала | Није се квалификовала | Није се квалификовала | Није се квалификовала | Није се квалификовала | Није се квалификовала | Није се квалификовала | Није се квалификовала | Није се квалификовала | 6                | 3                | 1                | 2                | 14               | 11               |
| 2015.  | Није се квалификовала | Није се квалификовала | Није се квалификовала | Није се квалификовала | Није се квалификовала | Није се квалификовала | Није се квалификовала | Није се квалификовала | Није се квалификовала | 3                | 0                | 2                | 1                | 3                | 4                |
| 2017.  | Није се квалификовала | Није се квалификовала | Није се квалификовала | Није се квалификовала | Није се квалификовала | Није се квалификовала | Није се квалификовала | Није се квалификовала | Није се квалификовала | 8                | 3                | 1                | 4                | 12               | 12               |
| 2019.  | Није се квалификовала | Није се квалификовала | Није се квалификовала | Није се квалификовала | Није се квалификовала | Није се квалификовала | Није се квалификовала | Није се квалификовала | Није се квалификовала | 4                | 2                | 1                | 1                | 8                | 2                |
| 2021.  | Групна фаза           | 10.                   | 3                     | 1                     | 0                     | 2                     | 3                     | 5                     | Састав                | 6                | 4                | 1                | 1                | 16               | 5                |
| Укупно | Шесто место           | 6.                    | 12                    | 1                     | 1                     | 10                    | 11                    | 31                    | —                     | 72               | 29               | 20               | 23               | 120              | 93               |

| Конкакафов шампионат & златни куп | Конкакафов шампионат & златни куп                            |
| --------------------------------- | ------------------------------------------------------------ |
| Прва утакмица                     | Гватемала 3:2 Суринам · (8. октобар 1977; Монтереј, Мексико) |
| Највећа победа                    | Суринам 2:1 Гваделуп · (20. јул 2021; Хјустон, САД)          |
| Најтежи поразt                    | Мексико 8:1 Суринам · (15 October 1977; Монтереј, Мексико)   |
| Најбољи резултат                  | 6. место 1977.                                               |
| Нагори резултат                   | Групна фаза 1985., 2021.                                     |

### Конкакафова лига нација
| Конкакафова лига нација | Конкакафова лига нација | Конкакафова лига нација | Конкакафова лига нација | Конкакафова лига нација | Конкакафова лига нација | Конкакафова лига нација | Конкакафова лига нација | Конкакафова лига нација | Конкакафова лига нација | Конкакафова лига нација |
| Сезона                  | Дивизија                | Група                   | Ута                     | Поб.                    | Нер.*                   | Изг.                    | ГД                      | ГП                      | П/И                     | ЗП                      |
| ----------------------- | ----------------------- | ----------------------- | ----------------------- | ----------------------- | ----------------------- | ----------------------- | ----------------------- | ----------------------- | ----------------------- | ----------------------- |
| 2019/20                 | Б                       | Б                       | 6                       | 4                       | 1                       | 1                       | 16                      | 5                       |                         | 16.                     |
| 2022/23                 | A                       | У току                  | У току                  | У току                  | У току                  | У току                  | У току                  | У току                  | У току                  | У току                  |
| Укупно                  | Укупно                  | Укупно                  | 6                       | 4                       | 1                       | 1                       | 16                      | 5                       | 16.                     | 16.                     |

| Конкакафова лига нација | Конкакафова лига нација                                                        |
| ----------------------- | ------------------------------------------------------------------------------ |
| Прва утакмица           | Доминика 1–2 Суринам · (5. септембар 2019; Розо, Доминика)                     |
| Највећа победа          | Суринам 6–0 Никарагва · (8. септембар 2019; Парамарибо, Суринам)               |
| Највећи пораз           | Суринам 0–1 Сент Винсент и Гренадини · (14. октобар 2019; Парамарибо, Суринам) |
| Најбољи резултат        | —                                                                              |
| Најлошији резултат      | —                                                                              |

### Куп Кариба
| Шампионат Кариба & Куп Кариба | Шампионат Кариба & Куп Кариба | Шампионат Кариба & Куп Кариба | Шампионат Кариба & Куп Кариба | Шампионат Кариба & Куп Кариба | Шампионат Кариба & Куп Кариба | Шампионат Кариба & Куп Кариба | Шампионат Кариба & Куп Кариба | Шампионат Кариба & Куп Кариба |
| Година                        | Коло                          | Ута.                          | поб.                          | Нер.                          | Изг.                          | ГД                            | ГП                            |                               |
| ----------------------------- | ----------------------------- | ----------------------------- | ----------------------------- | ----------------------------- | ----------------------------- | ----------------------------- | ----------------------------- | ----------------------------- |
| 1978.                         | Шампиони                      | 3                             | 3                             | 0                             | 0                             | 8                             | 0                             |                               |
| 1979.                         | Финалисти                     | 3                             | 1                             | 0                             | 2                             | 5                             | 4                             |                               |
| 1981.                         | Нису се квалификовали         | Нису се квалификовали         | Нису се квалификовали         | Нису се квалификовали         | Нису се квалификовали         | Нису се квалификовали         | Нису се квалификовали         |                               |
| 1983.                         | Нису учествовали              | Нису учествовали              | Нису учествовали              | Нису учествовали              | Нису учествовали              | Нису учествовали              | Нису учествовали              |                               |
| 1985.                         | Четврто место                 | 3                             | 0                             | 2                             | 1                             | 2                             | 4                             |                               |
| 1988.                         | Нису се квалификовали         | Нису се квалификовали         | Нису се квалификовали         | Нису се квалификовали         | Нису се квалификовали         | Нису се квалификовали         | Нису се квалификовали         |                               |
| 1989.                         | Нису учествовали              | Нису учествовали              | Нису учествовали              | Нису учествовали              | Нису учествовали              | Нису учествовали              | Нису учествовали              |                               |
| 1990.                         | Нису се квалификовали         | Нису се квалификовали         | Нису се квалификовали         | Нису се квалификовали         | Нису се квалификовали         | Нису се квалификовали         | Нису се квалификовали         |                               |
| 1991.                         | Нису се квалификовали         | Нису се квалификовали         | Нису се квалификовали         | Нису се квалификовали         | Нису се квалификовали         | Нису се квалификовали         | Нису се квалификовали         |                               |
| 1992.                         | Групна фаза                   | 3                             | 0                             | 1                             | 2                             | 2                             | 6                             |                               |
| 1993.                         | Одустали                      | Одустали                      | Одустали                      | Одустали                      | Одустали                      | Одустали                      | Одустали                      |                               |
| 1994.                         | Четврто место                 | 5                             | 1                             | 1                             | 2                             | 5                             | 8                             |                               |
| 1995.                         | Нису се квалификовали         | Нису се квалификовали         | Нису се квалификовали         | Нису се квалификовали         | Нису се квалификовали         | Нису се квалификовали         | Нису се квалификовали         |                               |
| 1996.                         | Четврто место                 | 5                             | 1                             | 1                             | 2                             | 5                             | 9                             |                               |
| 1997.                         | Нису учествовали              | Нису учествовали              | Нису учествовали              | Нису учествовали              | Нису учествовали              | Нису учествовали              | Нису учествовали              |                               |
| 1998–1999.                    | Нису се квалификовали         | Нису се квалификовали         | Нису се квалификовали         | Нису се квалификовали         | Нису се квалификовали         | Нису се квалификовали         | Нису се квалификовали         |                               |
| 2001.                         | Групна фаза                   | 3                             | 0                             | 1                             | 2                             | 4                             | 9                             |                               |
| 2005–2017.                    | Нису се квалификовали         | Нису се квалификовали         | Нису се квалификовали         | Нису се квалификовали         | Нису се квалификовали         | Нису се квалификовали         | Нису се квалификовали         |                               |
| Укупно                        | 1 титула                      | 25                            | 6                             | 6                             | 11                            | 31                            | 40                            |                               |

1. ↑  У нерешене резултате укључени су и мечеви одлучени пеналима.